# Yawoum
Yawoum (ou Yavou) est un village appartenant à la commune de Banganté dans le département de Ndé et la région de l'ouest au Cameroun.

## Population
Lors du recensement de 2005, la population de Yawoum était de 86 habitants.

## Localisation
Yawoum est situé à 5.18 de latitude, 10.52 de longitude et à 1 276 m d'altitude.